# Muhyī d-Dīn Ibn ʿArabī

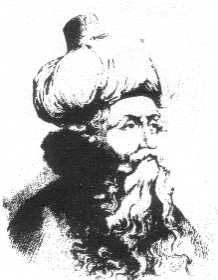
Ibn al-ʿArabī, Phantasiebildnis unbekannter Quelle

Muhyī d-Dīn Abū ʿAbd Allāh Muhammad ibn ʿAlī Ibn ʿArabī al-Hātimī at-Tāʾī (arabisch محي الدين أبو عبد الله محمد بن علي بن عربي الحاتمي الطائي, DMG Muḥyī d-Dīn Abū ʿAbd Allāh Muḥammad b. ʿAlī b. ʿArabī al-Ḥātimī aṭ-Ṭāʾī), häufig auch Ibn al-ʿArabī (geboren am 7. August 1165 in Murcia; gestorben am 16. November 1240 in Damaskus), war ein andalusischer Philosoph und Mystiker. Er ist einer der bekanntesten Sufis. Er wird wegen seines großen Einflusses auf die allgemeine Entwicklung des Sufismus auch asch-schaich al-akbar („Der größte Meister“) bzw. latinisiert Magister Magnus genannt. Vielen gilt er als Advokat religiöser Toleranz.

## Biographie

### Jugend
Ibn al-ʿArabīs Vater stand als General im Dienste von Ibn Mardanīš (1143–1172), einem lokalen Herrscher über die Region um Murcia, der damals seine Unabhängigkeit von den Almoraviden proklamierte. Nachdem Ibn Mardanīš später von den Almohaden besiegt wurde, zog der Vater Ibn al-ʿArabīs mit seiner Familie nach Sevilla um und trat in den Dienst des Kalifen Abū Yaʿqūb Yūsuf ein. Somit verbrachte Ibn al-ʿArabī ab 1172 seine Kindheit in Sevilla. Dank der Position seines Vaters genoss er eine ruhige Kindheit in den aristokratischen Kreisen in al-Andalus. Den Umständen nach, und als einziger Sohn, stand ihm nichts im Wege, um in die Fußstapfen seines Vaters zu treten und selbst ein Militär zu werden. Doch nahm sein Leben während seiner Pubertät eine radikale andere Richtung. Ungefähr um das fünfzehnte Lebensjahr fing er an, ein zurückgezogenes und asketisches Leben zu führen. In dieser Zeit, wie er selbst berichtet, hatte er keine Lehrer. Zahlreiche mystische Erfahrungen, Visionen und Erkenntnisse, die er später verschriftlichen sollte, erlangte er schon in diesem Alter. Um das Jahr 1184, etwa im Alter von neunzehn Jahren, kann er als Sufi bezeichnet werden.

### Reisen
Bis 1201 bereiste er verschiedene Städte in al-Andalus wie Córdoba, Algeciras, Ronda, Almería, Granada und Marchena. Ab 1193 begann er auch außerhalb von al-Andalus zu reisen, 1194 nach Tunis und Tlemcen, 1195 und dann nochmals von 1196 bis 1197 nach Fes, 1200 nach Salé, 1200 bis 1201 nach Marrakech, danach nach Tunis. Schließlich verließ er al-Andalus und das nordwestliche Afrika und verbrachte den Rest seines Lebens im Nahen Osten. Seine Biographie kann somit in eine Frühphase im Westen und eine Spätphase im Osten geteilt werden.
Die erste Phase bis 1201, sprich die ersten 36 Jahre seines Lebens, kann dabei als die Zeit einer spirituellen Reifung gesehen werden. Ausdruck davon sind die zahlreichen Schriften und Bücher, die er in dieser Zeit verfasste, wie z. B. 1- Kitāb al-Mašāhid al-qudsiyya, 2- al-Isrā, 3- at-Tadbīrāt al-ilāhiyya, 4- Inšāʾ ad-dawāʾir, 5- Mawāqiʿ an-nuǧūm oder 6- ʿAnqāʾ muġrib. In den erwähnten Werken findet man die meisten seiner Lehren. Er hat sie später ausführlich weiter behandelt, aber nicht revidiert oder gar zurückgenommen. Die zweite Phase, die mit seiner Entscheidung, nach Mekka zu pilgern und den Osten zu besuchen begann, hatte für ihn nicht den Zweck, dort Erkenntnisse zu erlangen, die es in seinem Herkunftsland nicht gab, sondern eher, die eigenen Überzeugungen in diesen Gegenden bekannt zu machen. Tatsächlich wirkte Ibn al-ʿArabī während des zweiten Lebensabschnittes als eine Autorität des Sufismus und des Hadith. Ebenso kam es zum Treffen mit mehreren anderen theologischen Gelehrten.
1201 brach er von Tunis nach Mekka auf. Er besuchte auf seinem Weg 1202 Kairo, Hebron, Jerusalem und Medina. In Mekka angekommen blieb er dort bis zum Jahr 1204. Dann kehrte er noch im selben Jahr nach Jerusalem zurück, um von dort in den Irak zu reisen, wo er Bagdad und Mossul besuchte. Zwischen den Jahren 1205 und 1207 war er in Jerusalem, Hebron und Kairo. 1207 reiste er wieder nach Mekka. Im Jahr 1209 war er in Aleppo und 1212 wieder in Bagdad. Zwischen 1213 und 1215 hielt er sich abwechselnd zwischen Mekka und Aleppo auf. 1216 unternahm er eine Reise nach Anatolien, dort war er in Sivas, Malatya, Kayseri und Konya. Im Jahr 1220 war er schließlich wieder in Aleppo. Die letzte Reise, bevor er sich ab 1223 endgültig in Damaskus niederließ, ging wieder nach Malatya im Jahr 1221.

### Lehrer
Seine Beziehung zu seinen Lehrern war vielfältig und entsprach nicht dem klassischen Verhältnis zwischen Meister und Schüler. Er sah sich sowohl als Schüler als auch als Lehrer. Ibn al-ʿArabī schrieb später die Namen und Erfahrungen mit diesen westlichen Lehrern in zwei Büchern nieder, nämlich in Rūḥ al-qudus fī maʿrifat an-nafs und in ad-Durra al-fāḫira. Parallel dazu besuchte er die Unterrichte zahlreicher Gelehrter, bei denen er die Koranwissenschaften, Hadithwissenschaften, Fiqh und die anderen Disziplinen, in denen er später selber eine Autorität wurde, studierte.
Man kann bei Ibn al-ʿArabi den Einfluss der Tradition von hauptsächlich vier Gelehrten im Bereich des taṣawwuf feststellen, nämlich Ibn al-ʿArīf,  Ibn Barraǧān, Abū Madyan und Imam Ibn Muǧāhid. Die meisten Lehrer, auf die er traf, waren selbst Schüler der vier erwähnten Sufis gewesen. Zu den wichtigen Meistern, die Ibn al-Arabi traf, gehören Yusuf a-Kūmī, ʿAbd Allah Mawrūrī, ʿAbd al-ʿazīz Mahdāwī oder ʿAbd Allah al-Qalfāt.
Ibn al-ʿArabī wuchs in al-Andalus auf, einem der Zentren der mālikītischen Schule. Einige Generationen vor Ibn al-ʿArabī wirkten in al-Andalus große mālikītische Rechtsgelehrte, die maßgeblich diese Schule beeinflusst haben, wie z. B. Ibn ʿAbd al-Barr, Abu al-Walīd al-Bāǧī, Ibn Rušd al-Ǧadd (den Ibn al-ʿArabī als Kind noch kennengelernt hatte), Abū Bakr b. al-ʿArabī und al-Qāḍī ʿIyāḍ, um nur einige zu erwähnen. Ibn al-ʿArabī nahm Unterricht bei den Gelehrten, die in der Linie dieser Prominenten in al-Andalus standen. So studierte er die Hauptwerke von Ibn ʿAbd al-Barr bei Ibn Zarqūn, der Oberrichter von Sevilla und direkter Schüler von al-Qaḍī ʿIyāḍ und Abū ʿImrān Mūsā war, welcher selber Schüler von Ibn ʿAbd al-Barr war. Ibn al-ʿArabī studierte auch bei Ibn al-Faras al-Ḫazraǧī, dem Oberrichter von Granada. Er galt nach Ibn Zarqūn als die zweite Autorität in der mālikītischen Rechtsschule in al-Andalus. Somit hat Ibn al-ʿArabī bei den zwei wichtigsten mālikītischen Gelehrten seiner Zeit studiert. Ein weiterer mālikītischer Lehrer, bei dem er gelernt hat, war der Hadithgelehrte ʿAbd Allāh al-Ḥaǧarī. Zeitgleich zu den Unterrichten von al-Ḥaǧarī besuchte er jene von Ayyūb al-Fihrī, einem weiteren Hadithgelehrten. Ferner zählt man zu den prominenten Gelehrten, bei denen er zusätzlich Unterricht nahm, ʿAbd ar-Raḥmān as-Suhaylī, den Kommentator von Sīrat Ibn Hišām; Ibn al-Ḫarrāṭ al-Išbīlī, den Autor mehrerer Hadithwerke; Ibn Miqdām ar-Ruʿaynī und Ibn aš-Šarrāṭ. Allein in seiner idschāza an den König al-Muẓaffar erwähnte Ibn al-ʿArabī sechsundsechzig Namen, bei denen er entweder studiert hatte oder die ihm eine idschāza mitgeteilt hatten. al-Māliḥ konnte in seiner Studie zu Ibn al-ʿArabī 253 Lehrer in dessen verschiedenen Schriften identifizieren.

## Lehre
Ibn Arabi betonte mehrmals, dass der fiqh und dessen Madhhab sowie die Theologie als Richtungen nur vorübergehend seien und er nicht ihr Befolger. Diese seien nur vorübergehende Einrichtungen, um zu einem höheren Ziel zu gelangen, wie dem Verzicht auf weltliche Dinge. Speziell seine Interpretation des Tauhīd (Monotheismus) machte ihn später zu einem Angriffspunkt seiner Gegner. Insbesondere seine Lehre von der wahdat al-wudschūd („Einheit des Seins“). Sie geht von einer körperlichen Einheit zwischen Schöpfer und Schöpfung aus. Nūr ad-Dīn ar-Rānīrī wirft ihm in diesem Zusammenhang noch vor, die Erschaffenheit der Welt von Gott, die im Koran hervorgeht, zu leugnen.
Sufis, die den Tauhid anders interpretierten als Ibn Arabi, stellten die Lehre des Wadschibatul wudschūd auf. Diese stellt fest, dass das „Wesen Gottes“ nichts anderem gleicht und in keiner Einheit mit einer Schöpfung existiert. Die „Einheit mit Gott“ wird hier vielmehr damit erklärt, die Auflösung des eigenen Willens in Gottes Willen, die Aufgabe des eigenen Egos zu erlangen. Um dorthin zu gelangen, bedarf es einer großen Anstrengung (dschihad) als Kampf gegen das eigene Innere, das sogenannte „niedere Ego“ (an-nafs al-ammara). Als höchste Stufe gilt das „reine Ich“ (an-nafs al-safiya), das jedoch nur von wenigen Sufis erreicht werden könne.
siehe: Aʿyān thābita
Ibn Arabi vertrat ferner die Auffassung, dass Jesus, arabisch Isa ibn Maryam, nicht, wie eine große Anzahl der islamischen Richtungen glaubt, mit dem Körper in den Himmel emporgehoben wurde. Allein die Seele Jesu sei von Gott in den Himmel emporgehoben worden und er also eines natürlichen Todes gestorben.

## Werke
Ibn Arabi hat während seiner Reisen und in den letzten Jahren seines Lebens eine fast unübersehbare Menge von Werken verfasst, die fast alle islamischen Mystiker nach ihm mehr oder weniger stark beeinflusst haben. Man sagt, es gebe keine größere Liebeslyrik als die seine und kein Sufi habe mit dem inneren Sinn seines Lebens und seines Werkes die orthodoxen Theologen mehr beeindruckt als er.
Eine kleine Auswahl seiner Werke:
- ʿAnqāʾ muġrib („Der Sagenhafte Greif des Westens“); bedeutendes Frühwerk zum Begriff des Siegels der Heiligen (Jesus) und der Idee des Vollkommenen Menschen, die Übersetzung ins Deutsche (Wolfgang Herrmann) stützt sich auf die englische Übersetzung von Gerald T. Elmore (eingebettet in dessen Monografie Islamic Sainthood in The Fullness of Time) und ist 2012 bei Edition Shershir erschienen, ISBN 978-3-906005-09-6
- Awrād al-usbūʿ („Wochengebete“; auch genannt Wird, „Andachtsgebet“); deutsche Ausgabe als: Die sieben Tage des Herzens: Des größten Sufi-Meisters Tages- und Nachtgebete für jeden Tag der Woche, übertragen, kommentiert und herausgegeben von Pablo Beneito und Stephen Hirtenstein, Xanten: Chalice, 2020, ISBN 978-3-942914-38-3
- al-Dawr al-aʿlā („Die erhabene Hinwendung“; auch genannt Ḥizb al-wiqāya, „Schutzgebet“); ein im islamischen Raum populäres Schutzgebet aus seiner Feder, deutsche Ausgabe als: Und behüte mich auf dem Weg zu Dir, übertragen, kommentiert und herausgegeben von Suha Taji-Farouki, Xanten: Chalice, 2019, ISBN 978-3-942914-42-0
- ad-Durrah al-fāḫirah fī ḏikr man intafaʻtu bi-hi fī ṭarīq al-āḫirah („Die vollkommene Perle, die Geschichten von denjenigen erzählt, die mir auf dem Weg in die andere Welt geholfen haben“)
- al-Futūḥāt al-Makkīya („Die mekkanischen Offenbarungen“).[14]
  - Kapitel 178 erschienen als Abhandlung über die Liebe; Zürich: Chalice, 2009; ISBN 978-3-905272-74-1
- Fuṣūṣ al-ḥikam („Ringsteine der göttlichen Weisheit“); 1947 zuerst ins Deutsche übersetzt von Hans Kofler, erschien 1970 als Das Buch der Siegelringsteine der Weisheitssprüche in der Grazer Akademischen Druck- und Verlagsanstalt (2. Auflage 1986, ISBN 3-201-01333-1). 1955 erfolgte eine (unvollständige) Übersetzung ins Französische durch Titus Burckhardt; diese französische Übersetzung wurde von Wolfgang Herrmann ins Deutsche übersetzt und 2005 als Die Weisheit der Propheten von Chalice in Zürich ISBN 3-905272-71-7 verlegt.[15]
- Lubbul Lubb („Der innerste Kern“) und Kitāb al-Ajwibah („Wer sich selbst kennt...“); beide Texte auf Deutsch erschienen unter dem Titel Der verborgene Schatz ISBN 3-905272-72-5
- Risālat al-anwār („Reise zum Herrn der Macht“) und Kapitel 367 aus den Futūḥāt al-Makkīya („Meine Reise verlief nur in mir selbst“); beide Texte mit ausführlichen Kommentaren auf Deutsch erschienen unter dem Titel Reise zum Herrn der Macht ISBN 978-3-905272-73-4
- Rūḥ al-quds fī munāṣaḥat an-nafs („Der Geist der Heiligkeit, der die Seele leitet“)
- Turǧumān al-Ašwāq („Deuter der Sehnsüchte“); 61 mystische Liebesgedichte, Vers für Vers von Ibn Arabi selbst kommentiert, Band 1 einer auf zwei Bände angelegten Übersetzung des gesamten Werks (inkl. aller Kommentare) aus dem Arabischen erschien 2013 bei Edition Shershir, ISBN 978-3-906005-12-6 (Übersetzer: Wolfgang Herrmann)

## Rezeption
Die Lehren Ibn ʿArabīs bildeten schon zu seinen Lebzeiten, aber auch in den Jahrhunderten danach ein äußerst kontroverses Thema unter den muslimischen Gelehrten. Zahlreiche Gelehrte schrieben nach seinem Tod Kommentare zu seinen Werken und erklärten deren mystische Begrifflichkeit, darunter auch mehrere führende Gelehrte des frühen osmanischen Staates wie Dawūd al-Qaisarī (gest. 1350), der Leiter der ersten osmanischen Madrasa, Scheich Bedreddin (gest. 1416), osmanischer Rechtsgelehrter und Rebell, und Mollā Fanārī (gest. 1430), der erste Schaich al-Islām des Osmanischen Reiches. Sie sahen in ihm den größten spirituellen Meister.
Andere muslimische Gelehrte, insbesondere solche aus dem Orthodoxen Islam, betrachteten Ibn ʿArabī als Ketzer oder sogar Apostaten. Als bekanntester Gegner gilt Ibn Taimiya. Auf dessen Lehren stützen sich viele ähnlich denkende Gelehrte nach ihm, beispielsweise Ibn Qayyim al-Dschauziya, Imam Birgivi oder Muhammad ibn Abd al-Wahhab. Etwa im gleichen Zeitraum wie Ibn Taimiya wirkte Ibn Kathīr, der auch als Gegner des ibn Arabi gilt. Als weitere nennenswerte Gegner können Nūr ad-Dīn ar-Rānīrī, Kadızade Mehmed und ʿAlī al-Qārī genannt werden. Es gibt nur wenige, die eine neutrale Haltung zu ibn Arabi bewahren, wie manche Gelehrte der Deobandi. Im Mittelalter stammten die meisten Gegner ibn Arabis aus dem Lager der Hanbaliten, die der Athari Theologie folgten, und aus dem Lager der Orthodoxen Maturidiyyah. Heute können insbesondere die Anhänger des Salafismus, die sich in ihren Ansichten stark an die Hanbaliten anlehnen, als Gegner betrachtet werden.